# Josip Mišić
Josip Mišić (Vinkovci, 28 juni 1994) is een Kroatisch voetballer die doorgaans speelt als middenvelder. In juli 2021 verruilde hij Sporting CP voor Dinamo Zagreb. Mišić maakte in 2017 zijn debuut in het Kroatisch voetbalelftal.

## Clubcarrière
Mišić speelde in de jeugd van Zrinski Bošnjaci en kwam hierna in de opleiding van NK Osijek terecht. Voor die club debuteerde hij in het seizoen 2012/13 en in de anderhalf jaar erna ontwikkelde hij zich tot vaste basisspeler van de club. In de laatste zesenveertig competitiewedstrijden die hij speelde voor Osijek begon hij in de basis. In de winterstop van de jaargang 2014/15 maakte de middenvelder de overstap naar HNK Rijeka. Bij zijn nieuwe club tekende hij voor vierenhalf jaar. Na een halfjaar verhuisde Mišić op huurbasis naar Spezia.
In januari 2018 verkaste de Kroaat naar Sporting CP, dat circa twee miljoen euro voor hem betaalde. In Portugal zette hij zijn handtekening onder een verbintenis voor de duur van vijfenhalf jaar. Een jaar na zijn komst, met acht competitieoptredens achter zijn naam, werd Mišić voor anderhalf jaar gehuurd door PAOK Saloniki. Na die verhuurperiode stapte hij op huurbasis over naar Dinamo Zagreb. Medio 2021 nam Dinamo de middenvelder definitief over, voor circa twee miljoen euro. In het voorjaar van 2023 werd zijn verbintenis opengebroken en met twee seizoenen verlengd tot medio 2026. Later kwam er nog twee jaar bovenop zijn contract.

## Clubstatistieken
| Seizoen | Club            | Competitie    | Competitie | Competitie | Beker | Beker | Internationaal | Internationaal | Totaal | Totaal |
| Seizoen | Club            | Competitie    | Wed.       | Dlp.       | Wed.  | Dlp.  | Wed.           | Dlp.           | Wed.   | Dlp.   |
| ------- | --------------- | ------------- | ---------- | ---------- | ----- | ----- | -------------- | -------------- | ------ | ------ |
| 2012/13 | NK Osijek       | 1. HNL        | 11         | 1          | 1     | 0     | 3              | 0              | 15     | 1      |
| 2013/14 | NK Osijek       | 1. HNL        | 28         | 1          | 4     | 0     | —              | —              | 32     | 1      |
| 2014/15 | NK Osijek       | 1. HNL        | 16         | 1          | 1     | 0     | —              | —              | 17     | 1      |
| 2014/15 | HNK Rijeka      | 1. HNL        | 11         | 0          | 4     | 0     | —              | —              | 15     | 0      |
| 2015/16 | HNK Rijeka      | 1. HNL        | 1          | 0          | 0     | 0     | 0              | 0              | 1      | 0      |
| 2015/16 | → Spezia        | Serie B       | 8          | 0          | 1     | 0     | —              | —              | 9      | 0      |
| 2016/17 | HNK Rijeka      | 1. HNL        | 34         | 2          | 6     | 0     | 2              | 0              | 42     | 2      |
| 2017/18 | HNK Rijeka      | 1. HNL        | 19         | 2          | 3     | 0     | 10             | 1              | 32     | 3      |
| 2017/18 | Sporting CP     | Primeira Liga | 5          | 0          | 1     | 0     | 0              | 0              | 6      | 0      |
| 2018/19 | Sporting CP     | Primeira Liga | 3          | 0          | 0     | 0     | 0              | 0              | 3      | 0      |
| 2018/19 | → PAOK Saloniki | Super League  | 5          | 0          | 5     | 1     | —              | —              | 10     | 1      |
| 2019/20 | → PAOK Saloniki | Super League  | 26         | 5          | 4     | 1     | 2              | 0              | 32     | 6      |
| 2020/21 | → Dinamo Zagreb | 1. HNL        | 16         | 2          | 2     | 1     | 4              | 0              | 22     | 3      |
| 2021/22 | Dinamo Zagreb   | 1. HNL        | 33         | 1          | 2     | 0     | 15             | 0              | 50     | 1      |
| 2022/23 | Dinamo Zagreb   | 1. HNL        | 34         | 1          | 5     | 0     | 11             | 0              | 50     | 1      |
| 2023/24 | Dinamo Zagreb   | 1. HNL        | 32         | 0          | 4     | 0     | 16             | 0              | 52     | 0      |
| 2024/25 | Dinamo Zagreb   | 1. HNL        | 25         | 0          | 2     | 0     | 8              | 0              | 35     | 0      |
| 2025/26 | Dinamo Zagreb   | 1. HNL        | 3          | 0          | 0     | 0     | 0              | 0              | 3      | 0      |
| Totaal  | Totaal          | Totaal        | 310        | 16         | 45    | 3     | 71             | 1              | 426    | 20     |

Bijgewerkt op 20 augustus 2025.

## Interlandcarrière
Mišić maakte zijn debuut in het Kroatisch voetbalelftal op 11 januari 2017, toen met 1–1 gelijkgespeeld werd tegen Chili. César Pinares en Franko Andrijašević namen de doelpunten voor hun rekening. Mišić mocht van bondscoach Ante Čačić in de basis beginnen en hij speelde negentig minuten mee. De andere debutanten dit duel waren Dominik Livaković, Mario Šitum (beiden Dinamo Zagreb), Nikola Matas, Mateo Barać, Antonio Perošević, Borna Barišić (allen NK Osijek), Jakov Filipović (Inter Zaprešić), Luka Ivanušec, Mirko Marić (beiden Lokomotiva Zagreb), Filip Ozobić (Qäbälä FK) en Fran Tudor (Hajduk Split).
| Interlands van Josip Mišić voor Kroatië | Interlands van Josip Mišić voor Kroatië | Interlands van Josip Mišić voor Kroatië | Interlands van Josip Mišić voor Kroatië | Interlands van Josip Mišić voor Kroatië | Interlands van Josip Mišić voor Kroatië | Interlands van Josip Mišić voor Kroatië |
| №                                       | Datum                                   | Wedstrijd                               | Uitslag                                 | Competitie                              | Goals                                   |                                         |
| Als speler bij HNK Rijeka               | Als speler bij HNK Rijeka               | Als speler bij HNK Rijeka               | Als speler bij HNK Rijeka               | Als speler bij HNK Rijeka               | Als speler bij HNK Rijeka               | Als speler bij HNK Rijeka               |
| --------------------------------------- | --------------------------------------- | --------------------------------------- | --------------------------------------- | --------------------------------------- | --------------------------------------- | --------------------------------------- |
| 1                                       | 11 januari 2017                         | Chili – Kroatië                         | 1 – 1                                   | Vriendschappelijk                       |                                         |                                         |
| 2                                       | 14 januari 2017                         | China – Kroatië                         | 1 – 1                                   | Vriendschappelijk                       |                                         |                                         |

Bijgewerkt op 20 augustus 2025.

## Erelijst
| Competitie                  |            |                                    |            |            |
| Competitie                  | Aantal     | Jaren                              |            |            |
| HNK Rijeka                  | HNK Rijeka | HNK Rijeka                         | HNK Rijeka | HNK Rijeka |
| --------------------------- | ---------- | ---------------------------------- | ---------- | ---------- |
| 1. HNL                      | 1          | 2016/17                            |            |            |
| Hrvatski nogometni kup      | 1          | 2016/17                            |            |            |
| PAOK Saloniki               |            |                                    |            |            |
| Super League                | 1          | 2018/19                            |            |            |
| Kupello Elladas             | 1          | 2018/19                            |            |            |
| Dinamo Zagreb               |            |                                    |            |            |
| 1. HNL                      | 4          | 2020/21, 2021/22, 2022/23, 2023/24 |            |            |
| Hrvatski nogometni kup      | 2          | 2020/21, 2023/24                   |            |            |
| Hrvatski nogometni superkup | 2          | 2022, 2023                         |            |            |